# Nerillidium levetzovi
Nerillidium levetzovi är en ringmaskart som beskrevs av Adolf Remane 1949. Nerillidium levetzovi ingår i släktet Nerillidium och familjen Nerillidae. Inga underarter finns listade i Catalogue of Life.